# Lanius ludovicianus
Lanius ludovicianus е вид птица от семейство Laniidae.

## Разпространение
Видът е разпространен в Канада, Мексико и САЩ.